# Rubbermaid
Rubbermaid est un fabricant et distributeur américain d'articles ménagers.
Il s'agit d'une filiale de Newell Brands. Il est connu pour la production de conteneurs de stockage des aliments, des poubelles, des abris de jardin, d'escabeau, de chaises et tabourets, d'armoires, d'étagères, de paniers à linge, table à langer et autres articles ménagers.

## Historique
Wooster Rubber Company a été fondée en 1920 à Wooster dans l'Ohio, par neuf hommes d'affaires. À l'origine l'entreprise fabriquait des ballons en caoutchouc.
James R. Caldwell et son épouse ont déposé en 1933 un brevet pour leur pelle-balayette en caoutchouc bleue. Ils ont appelé Rubbermaid leur ligne d'articles destinés à la cuisine.
En 1934, Ebert a vu les produits Rubbermaid dans un Departement-Store de la Nouvelle-Angleterre et a estimé que de tels produits pourraient aider Wooster Rubber Company alors en difficulté. Les deux entreprises fusionnent en juillet 1934. Toujours nommé Wooster Rubber Company, le nouveau groupe a commencé à produire des  produits ménagers en caoutchouc sous le nom de marque Rubbermaid.
Rubbermaid a été acheté en 1999 par Newell pour 6 milliards de dollars. Puis Newell a changé son nom en Newell Rubbermaid Inc.
En 2003, la société a annoncé quitter Wooster pour Atlanta en Géorgie. 850 emplois liés à la production et la manutention ont été supprimés et 409 emplois de bureau ont été relocalisés. Le centre de distribution Rubbermaid est resté à l'ancien siège social pendant un certain temps, jusqu'à son rachat par GOJO Industries, Inc.

## Galerie de produits

Photos de produits
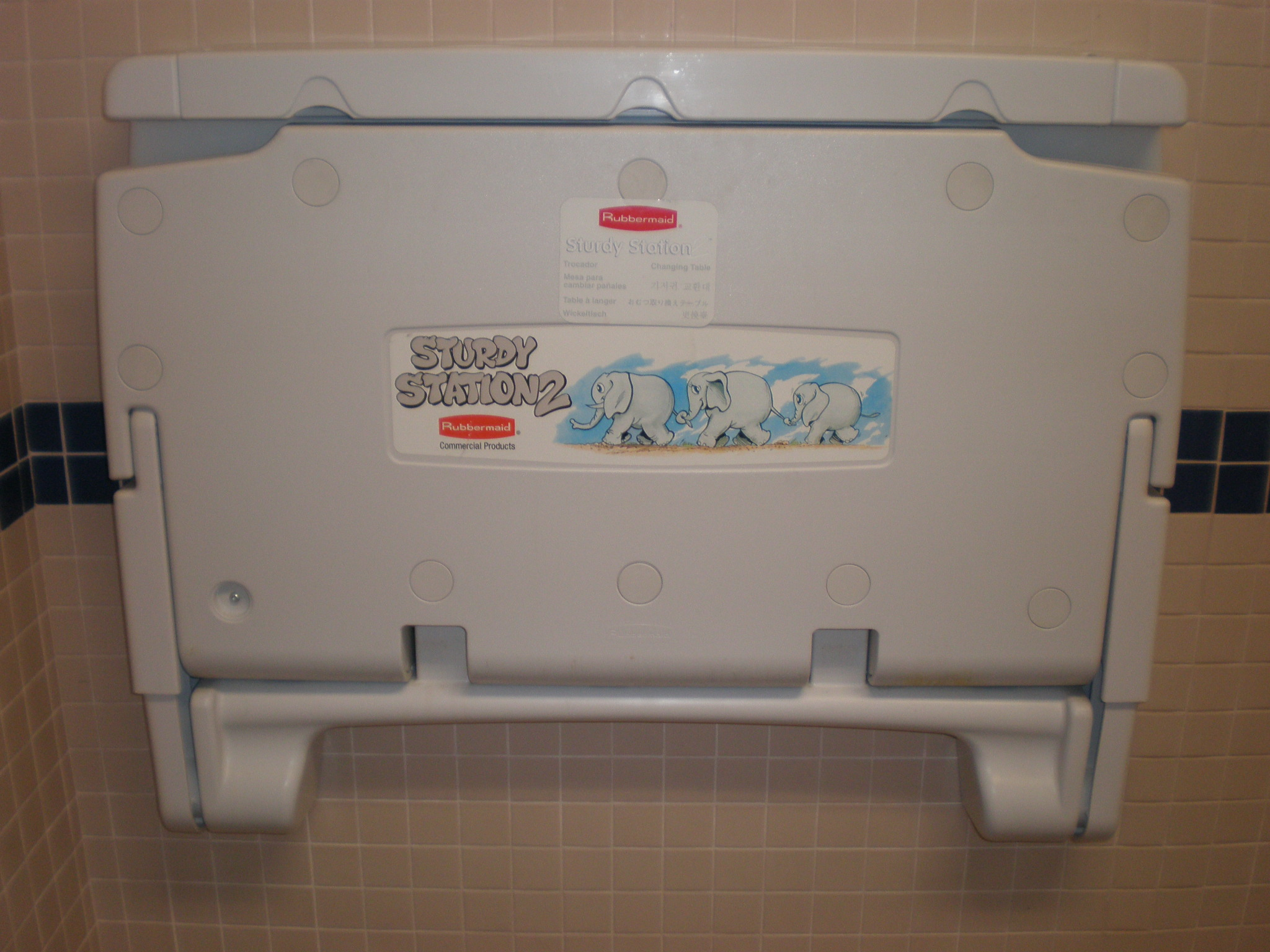
Table à langer pour bébé
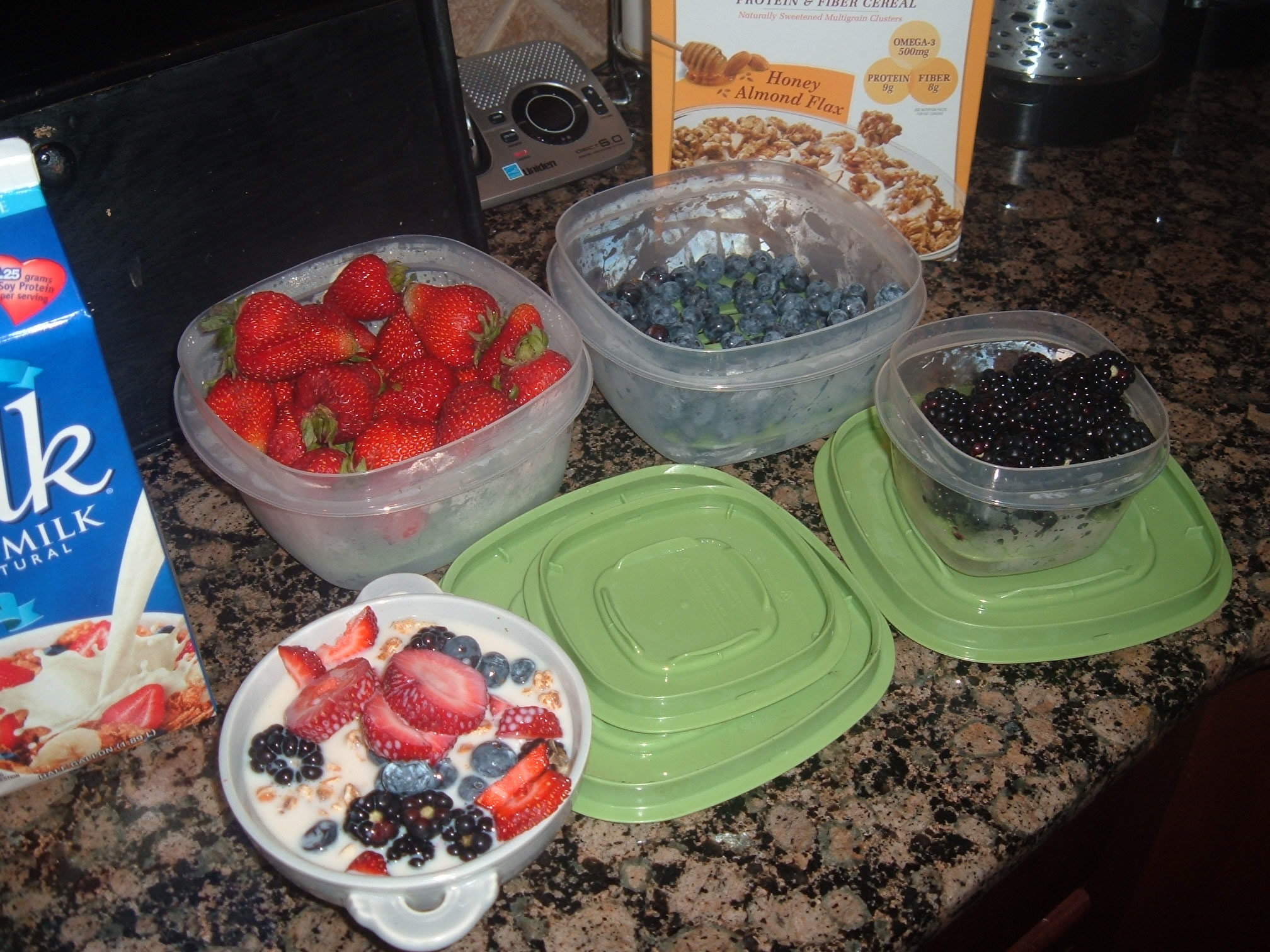
Boîtes en plastiques pour la conservation des aliments
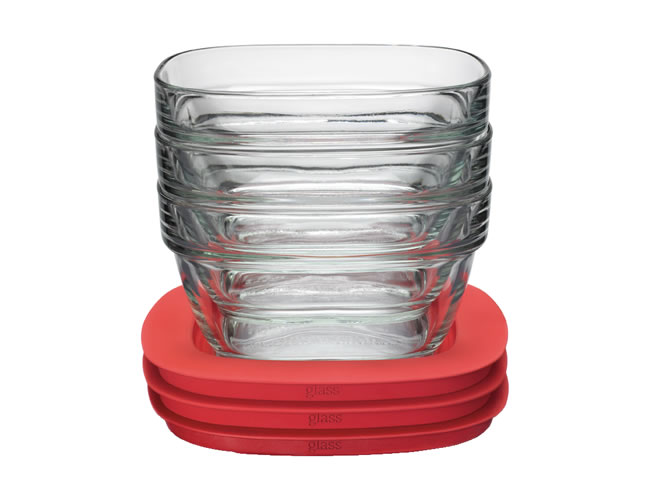
Boîtes en verre, conservation des aliments
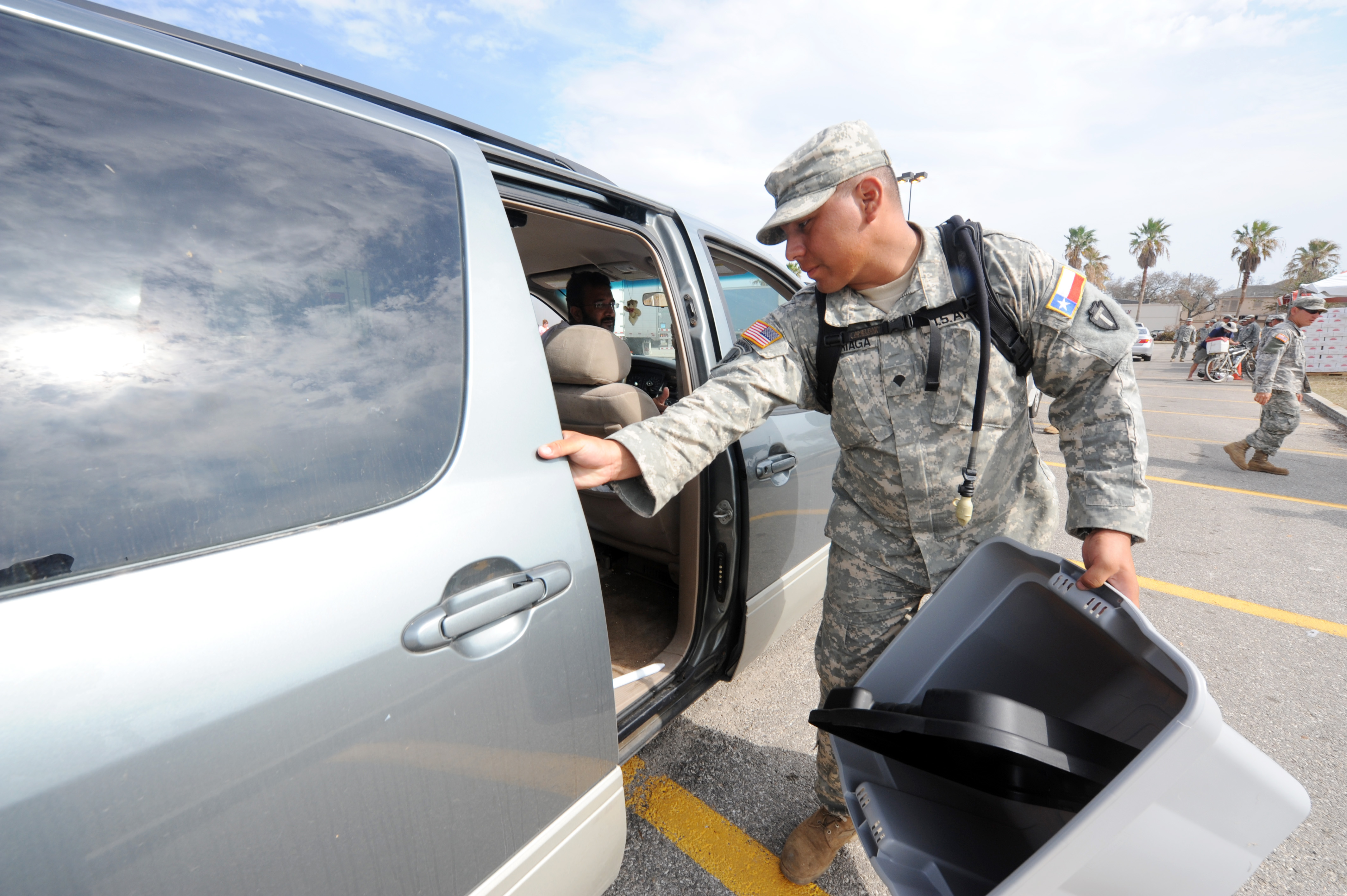
Soldat Américain tenant une poubelle en plastique
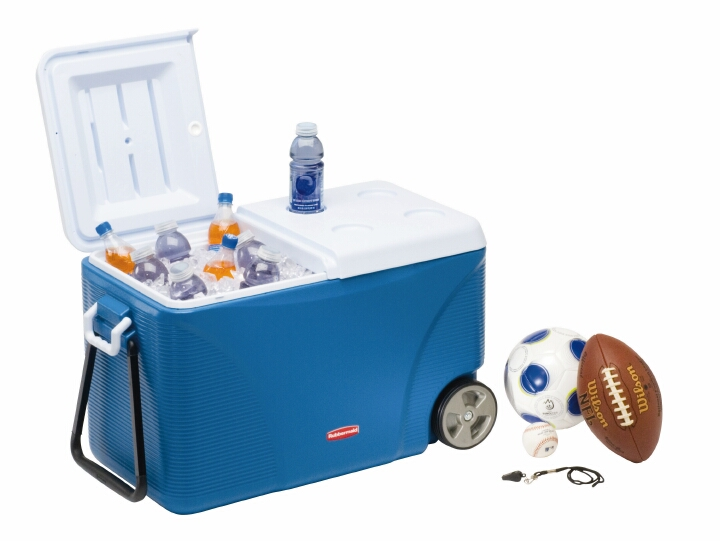
Glacière et ballons Rubbermaid
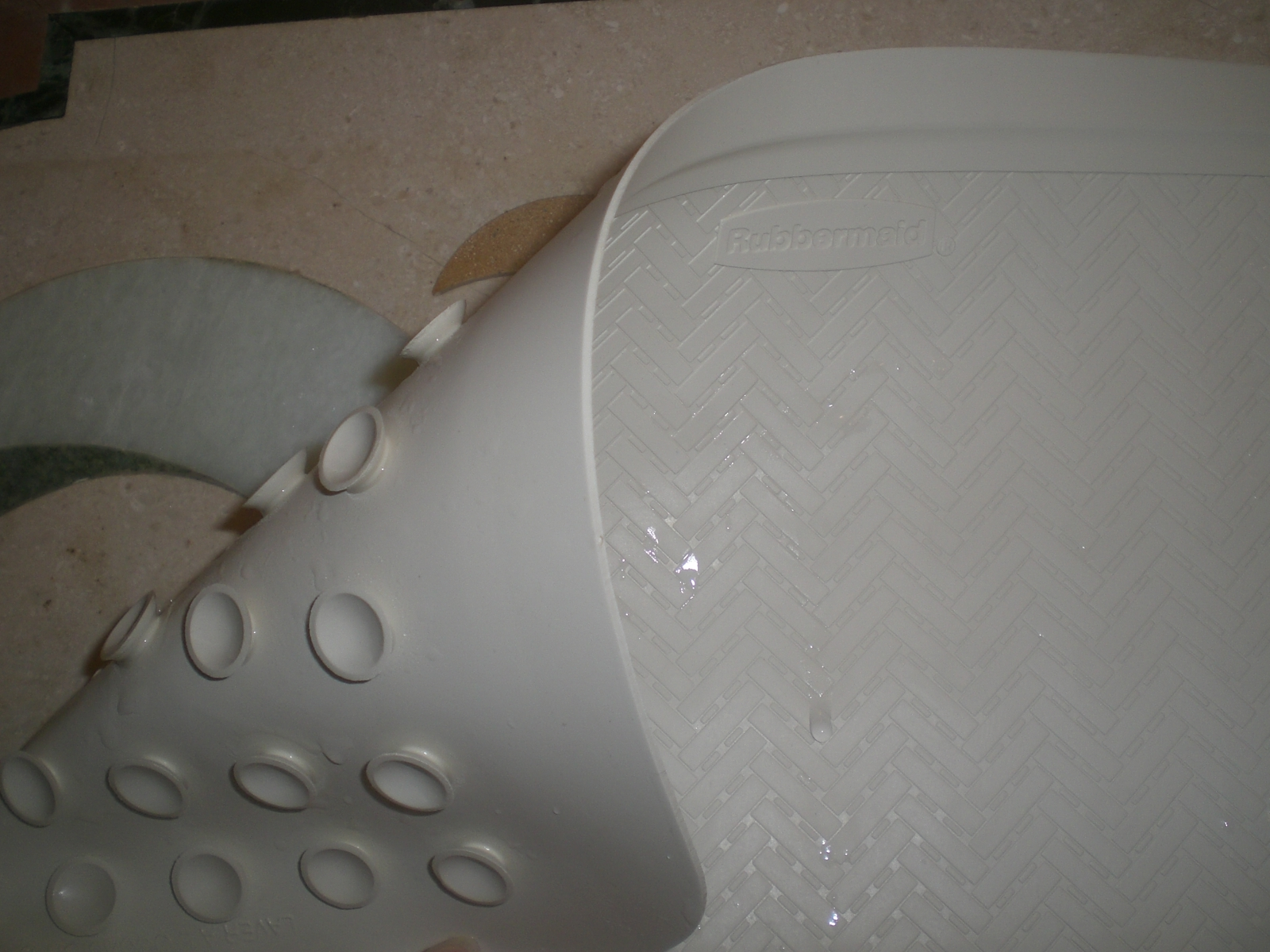
Tapis de baignoire antidérapant
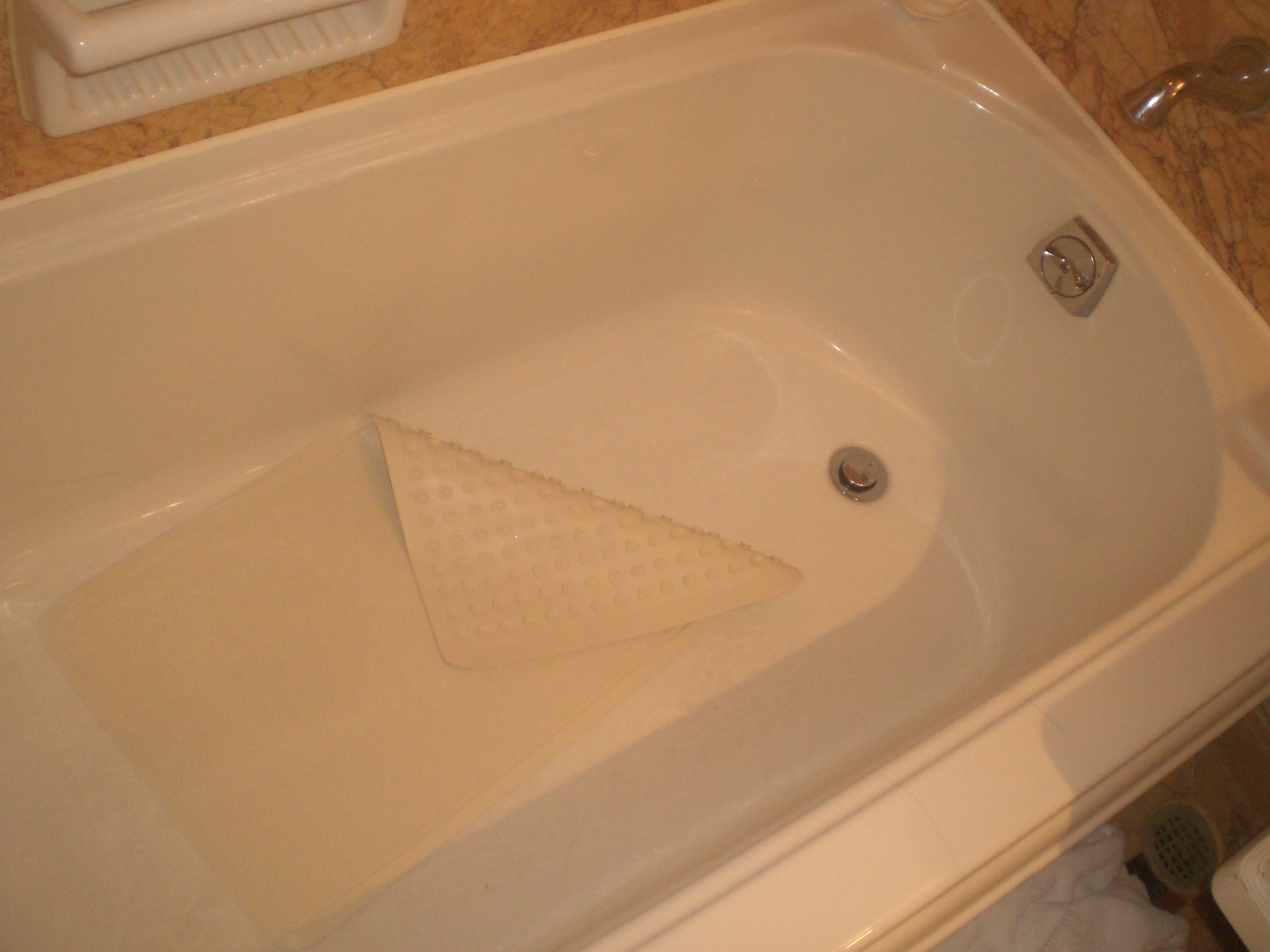
Tapis de baignoire antidérapant dans l'hôtel DisneyLand d'Hong-Kong (SAR, CHN)

## Président Directeur Général
- 1933-1959 : James Caldwell
- 1959-1980 : N'Noble[5]
- 1980-1991 : Stanley C. Gault
- 1991-1992 : Walter W. Williams
- 1993-1999 : Wolfgang Schmitt

## Sociétés acquises par Rubbermaid
- 1965 : Dupol (RFA)
- 1981 : Contact, revêtements en plastique.
- 1981 : Carlan
- 1984 : Little Tikes, revendu en 2006 par Newell Rubbermaid.
- 1985 : Gott Corporation
- 1986 : MicroComputer Accessories
- 1986 : Seco Industries
- 1987 : Viking Brush (Canada)
- 1990 : Eldon Industries
- 1992 : Iron Mountain Forge Corporation
- 1994 : Carex Health Care Products
- 1995 : Injectaplastic S.A (France)
- 1996 : Graco, articles de puériculture
- 1997 : Curver, revendu en 2005 par Newell Rubbermaid.